# فيلي جاكسون
فيلي جاكسون (بالإنجليزية: Willie Jackson)‏ هو سياسي نيوزلندي، ولد في 1961. حزبياً، نشط في حزب العمال النيوزيلندي. وقد انتخب عضو مجلس النواب النيوزيلندي وقد انضم خلال فترته النيابية ‏ للكتلة البرلمانية حزب العمال النيوزيلندي.